# Wim Gerritsen
Willem Pieter (Wim) Gerritsen (Utrecht, 12 augustus 1935 – aldaar, 24 oktober 2019) was een Nederlandse neerlandicus, een literatuurhistoricus, gespecialiseerd in de middeleeuwse letterkunde. Hij was van 1968 tot 2000 hoogleraar aan de Universiteit Utrecht.

## Loopbaan
Wim Gerritsen studeerde Nederlandse taal- en letterkunde aan de Rijksuniversiteit te Utrecht en middeleeuwse letterkunde aan de Sorbonne, Parijs. In 1963 promoveerde hij in Utrecht bij hoogleraar Maartje Draak op een onderzoek naar de Middelnederlandse tekst Die wrake van Ragisel.
Ondertussen was hij in 1961 benoemd tot wetenschappelijk ambtenaar bij de afdeling Nederlands, Faculteit Letteren, aan de Rijksuniversiteit Utrecht. Daar werd hij in 1966 lector in de Nederlandse letterkunde van de Middeleeuwen, en in 1968 hoogleraar bij dezelfde afdeling.
Gerritsen publiceerde talrijke monografieën, tekstedities en artikelen op het terrein van de middeleeuwse letterkunde. Hij werkte daarbij meermaals samen met Nederlandse dichters als Jean Pierre Rawie, Driek van Wissen en Willem Wilmink, die in zijn wetenschappelijke uitgaven de hertalingen van de Middelnederlandse literaire teksten verzorgden. Gerritsen begeleidde een totaal van 40 promovendi; hij was promotor van onder anderen Frits van Oostrom, Fons van Buuren, Hans van Dijk, Frank Brandsma, Erwin Mantingh en Orlanda Lie.
Sinds 1978 was Gerritsen lid van de Koninklijke Nederlandse Akademie van Wetenschappen (de KNAW). Van 1993 tot 1999 was hij voorzitter van de Afdeling Letterkunde, en van 1996-1999 vervulde hij tevens het vicepresidentschap van de Akademie. Hij was buitenlands erelid van de Koninklijke Academie voor Nederlandse Taal- en Letterkunde te Gent, lid van het Institute of Germanic Studies te Londen en "Korrespondierendes Mitglied" van de Nordrhein-Westfälische Akademie der Wissenschaften te Düsseldorf.
In 1997 verleende de Universiteit Antwerpen hem een eredoctoraat. In mei 1999 kende de Maatschappij der Nederlandse Letterkunde te Leiden hem de Prijs voor Meesterschap voor zijn gehele oeuvre toe.
Zijn emeritaat als Utrechtse hoogleraar ging in per 1 september 2000. In 2002 werd prof.dr. W.P. Gerritsen voor vijf jaar benoemd als de eerste Scaliger-hoogleraar aan de Universiteit Leiden, met als leeropdracht "de theorie en de geschiedenis van de filologie". Hij publiceerde in 2011 een studie naar de geschiedenis van de eenhoorn.
In de zomer van 2019 verscheen zijn biografie van Maartje Draak, waarin hij haar werk belicht tegen de achtergrond van de taal- en letterkundestudies in de twintigste eeuw en ingaat op de rol die zij speelde in de emancipatie van vrouwen in de wetenschap. Enkele maanden later, op 24 oktober 2019, overleed Gerritsen onverwacht, in de leeftijd van 84 jaar. Frits van Oostrom sprak op zijn uitvaart over zijn betekenis voor de medioneerlandistiek.

## Publicaties (selectie)
- 2019 – Verhalen van de drakendochter. Leven en werk van Maartje Draak. Hilversum, Verloren, 2019. ISBN 9789087047696
- 2011 – Het spoor van de eenhoorn. De geschiedenis van een dier dat niet bestaat. Leiden, Primavera Pers. ISBN 9789059971035
- 2002 – De eenhoorn en de geleerden: het debat over het bestaan van de eenhoorn van de zestiende tot de negentiende eeuw (catalogus bij tentoonstelling UB Leiden 2002). M.m.v. E. Jonker.
- 2002 – De korte mantel. Een Arturverhaal uit de dertiende eeuw, vertaald door Jean Pierre Rawie en Driek van Wissen, ingeleid en toegelicht door W.P. Gerritsen, Amsterdam: Bert Bakker, 104 pp.
- 2000 – A Dictionary of Medieval Heroes. Characters in Medieval Narrative Traditions and Their Afterlife in Literature, Theatre and the Visual Arts, Willem P. Gerritsen & Anthony van Melle (eds.), translated from the Dutch by Tanis Guest, Woodbridge: The Boydell Press, 336 pp.
- 2000 – Willem Wilmink, W.P. Gerritsen, De reis van Sint Brandaan. Een reisverhaal uit de twaalfde eeuw, vertaald door Willem Wilmink, ingeleid door W.P. Gerritsen. Met een uitgave van de Middelnederlandse tekst naar het Comburgse handschrift door een werkgroep van Utrechtse neerlandici onder leiding van W.P. Gerritsen en Soetje Oppenhuis de Jong, Amsterdam: Ooievaar, 154 pp.
- 2000 – W.P. Gerritsen & Willem Wilmink Lyrische lente. Liederen en gedichten uit het Middeleeuwse Europa. Met transcripties en melodieën door C. Vellekoop, Amsterdam: Bert Bakker, 355 pp.
- 2000 – W.P. Gerritsen, Middeleeuwse toestanden. Essays in miniatuur, Amsterdam: Bert Bakker, 93 pp.